# XNXX
XNXX(상호: NKL Associates sro)는 포르노 동영상을 공유하고 볼 수 있는 프랑스의 웹사이트이다. 2018년 7월 기준으로 시밀러웹에 의해 세계에서 8번째로 가장 많이 방문한 웹사이트로 분류되었다. 1997년 8월에 시작되었으며 현재 파리에서 개최되고 있으며 몬트리올, 도쿄, 뉴어크에 서버와 사무실이 있다.
XNXX는 또 다른 유명한 포르노 웹사이트인 XVideos를 운영하는 회사의 소유이다.
2004년 XNXX는 XHamster와 함께 포르노 동영상을 업로드하는 가장 인기 있는 두 플랫폼 중 하나로 알려졌다. 2018년 비즈니스 인사이더 랭킹은 세계에서 가장 인기 있는 포르노 사이트 3위에 올랐다.

## 역사
이 회사에 따르면 XNXX는 2000년부터 존재했으며, 이로 인해 인터넷에서 가장 오래된 포르노 사이트 중 하나가 되었다. 원래는 www.xnxx-pics.com이라는 주소에서 열렸으며, 콘텐츠를 연예인 세계의 포르노 이미지로 제한했다. 2002년부터 현 주소에서 운영하며 동영상을 집계하고 있다.

## 통계 및 데이터
2018년 기준으로 XNXX는 싱가포르에서 가장 많이 방문한 포르노 사이트이자 인도에서 5번째로 많이 방문한 포르노 사이트로 알려졌다. 2022년 4월 현재 XNXX는 스위스에서 24번째로 많이 방문한 웹사이트이며 오스트리아에서 18번째로 많이 방문한 웹사이트이다. 바운스율은 약 20%이며 평균 사용자는 약 12분 정도 사이트를 방문한다.

## 같이 보기
- 자주 방문하는 웹사이트 목록

- 폰허브